# کریسمس مادرهای بد
کریسمس مادرهای بد (به انگلیسی: A Bad Moms Christmas) فیلمی محصول سال ۲۰۱۷ و به کارگردانی اسکات مور، جاون لوکاس است. در این فیلم بازیگرانی همچون میلا کونیس، کریستن بل، کاترین هان ایفای نقش کرده‌اند.
این فیلم دنباله فیلم مادرهای بد است.

## بازیگران
- میلا کونیس در نقش امی میچل
- کریستن بل در نقش کیکی
- کاترین هان در نقش کارلا دانکلر
- کریستین برنسکی در نقش روث ردموند
- شریل هاینز در نقش سندی
- سوزان ساراندون در نقش ایسیس دانکلر
- جی هرناندس در نقش جسی هارکنس
- جاستین هارتلی در نقش تای سویندل
- پیتر گلگر در نقش هنک ردموند
- اونا لارنس در نقش جین میچل
- امجی آنتونی در نقش دیلن میچل
- واندا سایکس در نقش دکتر الیزابت کارل
- کریستینا اپل‌گیت در نقش گوندولین جیمز
- آریانا گرینبلات در نقش لری هارکنس
- کنی جی در نقش خودش